# Ларссон, Мартин
Мартин Ларссон (швед. Martin Larsson; 27 марта 1979) — шведский лыжник, призёр чемпионата мира и этапа Кубка мира, специализировался в дистанционных гонках.  

## Карьера
В Кубке мира Мартин Ларссон дебютировал в 2000 году, в декабре 2003 года единственный раз в своей карьере попал в тройку лучших на этапе Кубка мира, в эстафете. Кроме этого имеет на своём счету 4 попадания в десятку лучших на этапах Кубка мира, 3 в эстафете и 1 в гонке на 15 км. Лучшим результатом Ларссона в общем итоговом зачёте Кубка мира является 64-е место в сезоне 2006/07.
За свою карьеру принимал участие в одном чемпионате мира, на чемпионате 2007 года завоевал бронзу в эстафетной гонке, кроме того был 17-м в масс-старте на 50 км классикой и 75-м в гонке на 15 км коньком.
Использовал лыжи и крепления производства фирмы Salomon.
Работает в компании Ernst&Young и экспертом на телеканале Eurosport.